# Hwang Hye-young
Hwang Hye-young (koreanisch 황혜영; * 16. Juli 1966) ist eine ehemalige Badmintonspielerin  und Olympiasiegerin aus Südkorea.

## Sportliche Karriere
Hwang Hye-young gewann die Goldmedaille im Damendoppel bei den Olympischen Sommerspielen 1992 gemeinsam mit ihrer Partnerin Chung So-young. Des Weiteren siegte sie bei fast allen großen internationalen Turnieren im Badminton, wie bei den All England, Indonesia Open, Thailand Open, French Open, Malaysia Open, China Open und Japan Open.

## Sportliche Erfolge
| Saison | Veranstaltung           | Disziplin   | Platz | Name                               |
| ------ | ----------------------- | ----------- | ----- | ---------------------------------- |
| 1986   | Asienspiele             | Dameneinzel | 3     | Hwang Hye-young                    |
| 1986   | All England             | Damendoppel | 1     | Chung Myung-hee / Hwang Hye-young  |
| 1987   | All England             | Damendoppel | 1     | Chung Myung-hee / Hwang Hye-young  |
| 1987   | French Open             | Damendoppel | 1     | Hwang Hye-young / Chung Myung-hee  |
| 1988   | Thailand Open           | Damendoppel | 1     | Chung Myung-hee / Hwang Hye-young  |
| 1988   | French Open             | Damendoppel | 1     | Hwang Hye Young / Chung Myung Hee  |
| 1988   | All England             | Damendoppel | 2     | Chung Myung-hee / Hwang Hye-young  |
| 1989   | Thailand Open           | Mixed       | 2     | Kim Moon-soo / Hwang Hye-young     |
| 1989   | Hong Kong Open          | Damendoppel | 2     | Hwang Hye-young / Chung So-young   |
| 1990   | All England             | Damendoppel | 1     | Chung Myung-hee / Hwang Hye-young  |
| 1990   | Hungarian International | Mixed       | 1     | Lee Sang-bok / Hwang Hye-young     |
| 1990   | French Open             | Dameneinzel | 1     | Hwang Hye-young                    |
| 1990   | French Open             | Damendoppel | 1     | Hwang Hye-young / Chung Myeong-hee |
| 1991   | Hong Kong Open          | Damendoppel | 1     | Hwang Hye-young / Gil Young-ah     |
| 1991   | Indonesia Open          | Damendoppel | 1     | Chung Myung-hee / Hwang Hye-young  |
| 1991   | Asienmeisterschaft      | Damendoppel | 1     | Hwang Hye-young / Chung So-young   |
| 1991   | All England             | Damendoppel | 1     | Young Chung-so / Hwang Hye-young   |
| 1991   | Malaysia Open           | Damendoppel | 1     | Hwang Hye-young / Chung So-young   |
| 1991   | China Open              | Damendoppel | 1     | Chung Myung-hee / Hwang Hye-young  |
| 1991   | Thailand Open           | Damendoppel | 1     | Hwang Hye-young / Gil Young-ah     |
| 1992   | Japan Open              | Damendoppel | 1     | Hwang Hye-young / Chung So-young   |
| 1992   | Olympia                 | Damendoppel | 1     | Young Chung-so / Hwang Hye-young   |

## Referenzen
- Hwang Hye-young in der Datenbank von Olympedia.org (englisch)

| Personendaten    | Personendaten                     |
| ---------------- | --------------------------------- |
| NAME             | Hwang, Hye-young                  |
| ALTERNATIVNAMEN  | 황혜영 (koreanisch, Hangeul)      |
| KURZBESCHREIBUNG | südkoreanische Badmintonspielerin |
| GEBURTSDATUM     | 16. Juli 1966                     |